# Landessportbund Nordrhein-Westfalen
Der Landessportbund Nordrhein-Westfalen (Akronym: LSB NRW) ist die Dachorganisation des organisierten und gemeinwohlorientierten Sports in Nordrhein-Westfalen (NRW). Er gehört als einer von 16 Landessportbünden in Deutschland dem Deutschen Olympischen Sportbund (DOSB) an.
Der LSB NRW zählt in etwa 17.300 Vereinen etwa 5,475 Millionen Mitglieder, davon 500.000 ehrenamtlich Tätige. Er hat insgesamt 132 Mitgliedsorganisationen: 62 Dach- und Fachverbände des Sports, 54 Stadt- und Kreissportbünde (SSB/KSB) sowie 16 Mitgliedsorganisationen mit besonderer Aufgabenstellung. Er ist ein eingetragener Verein mit Sitz in Duisburg und hat seine Geschäftsstelle im „Haus des Sports“ in Duisburg-Wedau. Amtierender Präsident des LSB NRW ist Stefan Klett.

## Präsidium
Neben dem Präsidenten Stefan Klett gehören dem Präsidium des LSB NRW zurzeit als weitere Mitglieder an: Marion Rodewald (Vizepräsidentin Leistungssport), Diethelm Krause (Vizepräsident Finanzen), Assja Grünberg (Vizepräsidentin Mitarbeiterentwicklung und Gleichstellung), Eva Selic (Vizepräsidentin Breitensport) und Jens Wortmann (Vizepräsident Sportjugend), Uwe Busch (Vizepräsident Bünde) und Michael Timm (Vizepräsident Verbände).

## Vorstand
Der Vorstand nach § 26 BGB ist die aus drei Personen bestehende Geschäftsführung des LSB NRW: Christoph Niessen (Vorstandsvorsitzender), Ilja Waßenhoven und Martin Wonik.

## Geschichte
Der Landessportbund Nordrhein-Westfalen wurde am 6. Mai 1947 in Hagen von 490 Delegierten aus insgesamt 53 Kreis-, Stadt- und Zweckverbänden sowie 18 Fachverbänden des Sports gegründet. Ziel war es, eine einheitliche Interessenvertretung des organisierten Sports zu schaffen und für die Anerkennung seines gesellschaftlichen Stellenwertes einzutreten. Außerdem wurde auf der Gründungsversammlung beschlossen, das Amt eines Landesjugendwartes einzurichten, was auch als offizielle Geburtsstunde der Jugendorganisation des LSB NRW, der Sportjugend Nordrhein-Westfalen, gilt.
Zum ersten Präsidenten des LSB NRW wurde Peco Bauwens (1947–1957) gewählt. Als weitere Präsidenten folgten: Willi Weyer (1957–1987), Richard Winkels (1987–2005) Walter Schneeloch (2005–2020) und Stefan Klett (seit 2020).
Das erste amtliche Verbandsorgan des LSB NRW wurde im Januar 1949 herausgegeben und hieß „Turnen und Sport an Rhein und Ruhr“. Ein Jahr später wurde es in „Sportbund Nordrhein-Westfalen. Sportzeitschrift mit amtlichen Mitteilungen“ umbenannt. Von 1966 bis 1991 trug es den Titel „LSB“, seit 1992 nennt es sich „Wir im Sport“ (Auflage: ca. 31.000).
Bis 1965 befand sich die Verwaltung des LSB NRW in Arnsberg. Dann erfolgte der Umzug in das neu errichtete Haus des Sports in Duisburg-Wedau, das 1991 einen Erweiterungsbau erhielt. 1952 nahm der LSB NRW seine Sportschule in Hachen in Betrieb. 1984 wurde diese bis heute größte Einrichtung des LSB NRW neu erbaut und drei Jahre später in Willi-Weyer-Schule umbenannt. Zur Mitgliederversammlung 2014 des LSB NRW erfolgte eine weitere Namensänderung. Seitdem heißt die Einrichtung „Sport- und Tagungszentrum Hachen“. Das Sportheim Neuastenberg entstand 1954. Im gleichen Jahr eröffnete der LSB NRW auf einem von der Stadt gepachteten Gelände eine weitere Sportschule in Radevormwald, die nach einer mehrjährigen Bauphase 1981 neu eingeweiht wurde. Seit einer Sanierung im Jahre 2005 heißt diese Einrichtung Sport- und SeminarCenter Radevormwald und befindet sich nicht mehr im Besitz des LSB NRW. Auch das Sportheim Neuastenberg wurde 2009 an das Deutsche Jugendherbergswerk verkauft. Das Jugendferiendorf Hinsbeck ging aus den zu Beginn der 1950er Jahre veranstalteten Zeltlagern des LSB NRW hervor und wurde im Zuge einer umfassenden Neubaumaßnahme 1990 mit modernen Sportschulanlagen ausgestattet. Seit Februar 2014 trägt es den Namen „Sport- und Erlebnisdorf Hinsbeck“.

## Organisationsstruktur
Die Mitgliederversammlung ist laut Satzung (§ 18) das oberste Organ des LSB NRW. Auf der Mitgliederversammlung 2007 hat der LSB NRW eine tiefgreifende Reform seiner Organisationsstruktur beschlossen, die u. a. auch eine Reihe von Satzungsänderungen nach sich zog. Als Vertreter einer Fachsportart sind die Fach- und Dachverbände danach weiterhin ordentliche Mitgliedsorganisationen und als solche in § 8 der Satzung definiert. Erhalten geblieben ist auch die Kategorie der „Mitgliedsorganisationen mit besonderer Aufgabenstellung“. Nach § 10 der Satzung sind dies Verbände, die keine Fachsportart vertreten, deren Tätigkeiten jedoch weitgehend im sportlichen Bereich liegen und die über Untergliederungen verfügen. Zurzeit sind 16 solcher Verbände Mitglied im LSB NRW. „Außerordentliche Mitgliedsorganisationen“ sieht die Satzung hingegen nicht mehr vor.
Die Stadt- und Kreissportbünde besaßen früher den Status so genannter selbstständiger Gliederungen mit Stimmrecht, ohne Mitglied in dem Dachverband LSB NRW zu sein. Seit der Reform sind sie dessen gekorene ordentliche Mitgliedsorganisationen (§ 9 der Satzung). Die Sportvereine selbst sind nach wie vor nicht Mitgliedsorganisationen des LSB NRW, sondern Mitglieder der Sportverbände und der Stadt- und Kreissportbünde.
Im Zuge der Organisationsreform wurde auch das ehrenamtlich tätige Präsidium verkleinert und ein hauptberuflicher Vorstand eingesetzt. Dieser trägt vereinsrechtlich für den LSB NRW die Verantwortung nach § 26 BGB, während das Präsidium als Aufsichtsorgan fungiert. Als weitere wesentliche Änderung wurde ein Verbundsystem eingerichtet. Es soll die Aufgabenverteilung zwischen dem LSB NRW, den Sportverbänden und den Stadt- und Kreissportbünden neu ordnen und die Arbeit aller drei Organisationen wirksam auf die Sportvereine und deren Mitglieder ausrichten. Nach einem entsprechenden Beschluss auf der Mitgliederversammlung des LSB NRW am 28. Januar 2012 gehörten dem Präsidium auch der Sprecher der Verbände und der Sprecher der Stadt- und Kreissportbünde als Beisitzer an. Im Rahmen der Mitgliederversammlung 2023 wurden die Sprechenden laut Satzung (§ 22) jeweils in Vizepräsidenten Bünde und Vizepräsidenten Verbände umbenannt, um die Gleichrangigkeit mit anderen Vizepräsidenten zu verdeutlichen.
Neben Präsidium und Vorstand gehören zu den Gremien des LSB NRW schließlich noch die Ständigen Konferenzen als Plattform zur Meinungsbildung und zum Erfahrungsaustausch der Sportfachverbände und der Stadt- und Kreissportbünde.
Für besonders sensible Themen (Queer, Integration und Anti-Rassismus, Gleichstellung, Schutz vor sexualisierter und interpersoneller Gewalt im Sport, Grundsätze der guten Verbandsführung) hat der Landessportbund NRW unabhängige Beauftragte berufen.

## Finanzierung
Der LSB NRW finanziert sich hauptsächlich aus Mitteln, die ihm aus dem staatlichen Lotteriegeschäft zufließen. Außerdem erhält er durch die Zusammenarbeit mit Partnern aus der Politik (Staatskanzlei, Ministerien etc.) und der Wirtschaft (Sponsoren) projektbezogene Fördermittel und erzielt Einnahmen aus Mitgliedsbeiträgen.

## Handlungsfelder
Der LSB NRW versteht sich vor allem als Dienstleister und Lobbyist für den organisierten Sport in NRW. Mit seinen Angeboten und Fördermaßnahmen richtet er sich an die Sportorganisationen und darüber auch an alle sportinteressierten Bürger. So bietet er pro Jahr zahlreiche Qualifizierungsmaßnahmen für Trainer, Übungsleiter, Sportler und für alle im Verein und im organisierten Sport engagierten Personen. Außerdem ist er verantwortlich für das Deutsche Sportabzeichen in NRW, das im Breitensport als beliebtestes Abzeichen gilt und ein Ehrenzeichen der Bundesrepublik Deutschland ist.
Im Jahr 2022 wurde eine gemeinsam mit der Sportjugend NRW, den Bünden und Verbänden sowie deren Jugendorganisationen erarbeitete Dekadenstrategie (2022 bis 2032) beschlossen. Das zugrundeliegende Konzept „In Zukunft gemeinsam aktiv. 14mal HANDELN für den Sport in NRW!“ bildet mit 14 Handlungsfeldern den Rahmen der künftigen Sportentwicklung, um die Entwicklung des Vereinssports inhaltlich auf eine breite und stabile Basis zu stellen.
Struktur- , Personal- und Organisationsentwicklung
HF 1: Beraten. Vernetzen. Fördern. Wir für die Verbände!
HF 2: Beraten. Vernetzen. Fördern. Wir für die Bünde!
HF 3: Wo Sport lebt. Wir für die Vereine!
HF 4: Sport wichtig machen. Wir für Präsenz in Politik und Medien!
HF 5: Infrastruktur im Blick. Wir für attraktive Sporträume!
HF 6: Spannende Transformation. Wir für Digitalisierung im Sport!
Kernthemen der Sportentwicklung
HF 7: Erfolgreich sein. Wir für den Leistungssport!
HF 8: Sport bildet. Wir für Bewegung in Verein, KiTa und Schule!
HF 9: Bewegt leben. Wir für den Breitensport!
HF 10: Neue Wege finden. Wir für alle Sportler*innen!
Gesellschaftspolitische Verantwortung wahrnehmen
HF 11: Persönlichkeit entwickeln. Wir für Jugendbeteiligung im Sport!
HF 12: Vielfalt stärken. Wir für gleichberechtigte Teilhabe im Sport!
HF 13: Nachhaltig handeln. Wir für verantwortungsbewussten Sport!
HF 14: Werte leben. Wir für Integrität im Sport!
Zu Beginn des Jahres 2011 hatte der LSB NRW unter dem Slogan Sport bewegt NRW für seine Arbeit vier Programme aufgelegt, mit denen er bis zur Erarbeitung der neuen Dekadenstrategie auf die sozialen und demografischen Entwicklungen in der Gesellschaft und die Bedürfnisse der Bevölkerung einging:
1. Das Programm NRW bewegt seine Kinder
2. Bewegt gesund bleiben in NRW
3. Bewegt älter werden in NRW
4. Spitzensport fördern in NRW

## Bildungseinrichtungen

### Sport- und Tagungszentrum Hachen
Das Sport- und Tagungszentrum Hachen liegt in Sundern-Hachen im Sauerland. Als größte Einrichtung des LSB NRW besteht es aus den drei Teileinrichtungen Sport- und Tagungszentrum, dem Sport- und Erlebnisdorf Hachen und dem Bootshaus. Es bietet sich an für Aus-, Fort- und Weiterbildungsmaßnahmen im und außerhalb des Sports, Tagungen, Schulungsveranstaltungen, Mitarbeiterfortbildungen, Klassenfahrten, Ferienfreizeiten und vieles andere mehr. Neben der Ausbildung von Übungsleitungen und Jugendleitungen werden in den Räumen auch alle anderen, vom LSB NRW für seine Mitgliedsorganisationen und für die Sportvereine angebotenen Qualifizierungsmaßnahmen durchgeführt. Für Freizeitmaßnahmen kann das Sport- und Tagungszentrum ebenfalls genutzt werden. Das Sport- und Erlebnisdorf Hachen verfügt über 20 zweistöckige Doppelhäuser sowie Betreuerhäuser mit eigenen Seminarräumen. Das Bootshaus ist für die Unterbringung von Gruppen geeignet, die sich selbst versorgen.

### Sport- und Erlebnisdorf Hinsbeck
Das Sport- und Erlebnisdorf Hinsbeck, das bis Februar 2014 noch den Namen „Jugendferiendorf Hinsbeck“ trug, liegt im Naturpark „Maas-Schwalm-Nette“. Seit 2007 ist es mit dem GUT DRAUF-Siegel der Bundeszentrale für gesundheitliche Aufklärung zertifiziert. Das Sport- und Erlebnisdorf Hinsbeck ist unterteilt in ein Nord- und Süddorf mit jeweils 15 Ferienhäusern, Betreuerhaus Nord-Süddorf mit jeweils 8 Doppelzimmer und dem Klinkerhuis für Seminargruppen mit jeweils 10 zwei- und drei Bett Zimmern, sowie einer Zweifach-Sporthalle und dem Bewegungszentrum „Flip Hop“, eine Kletter und Trampolinlandschaft. Es bietet sich für jegliche Aufenthalte von Schulfahrten und Sportvereine, aber auch für Fortbildungen, Seminare und Familien- und Ferienfreizeiten an.

## Mitgliedsorganisationen

### 62 Fach- und Dachverbände
- Deutscher Aero-Club Landesverband Nordrhein-Westfalen[15]
- Aikido-Verband Nordrhein-Westfalen
- Landesverband Nordrhein-Westfalen des Deutschen Alpenvereins
- American Football und Cheerleading Verband Nordrhein-Westfalen
- Badminton Landesverband Nordrhein-Westfalen
- Nordrhein-Westfälischer Bahnengolfverband
- Baseball- und Softballverband Nordrhein-Westfalen
- Westdeutscher Basketball-Verband
- Behinderten- und Rehabilitationssportverband Nordrhein-Westfalen
- Billard-Verband Nordrhein-Westfalen
- Nordrhein-Westfälischer Bob- und Schlittensportverband
- Boule und Pétanque Verband Nordrhein-Westfalen
- Boxsport-Verband Nordrhein-Westfalen
- Dachverband für Budotechniken
- Cheerleading und Cheerperformance Verband Nordrhein-Westfalen[16]
- Nordrhein-Westfälischer Dartverband
- Eishockeyverband Nordrhein-Westfalen
- Eissport-Verband Nordrhein-Westfalen
- Rheinischer Fechterbund
- Westfälischer Fechter Bund
- Nordrhein-Westfälischer Floorball Verband
- Frisbeesport Landesverband NRW e. V.
- Westdeutscher Fußballverband[17]
- Gehörlosen-Sportverband Nordrhein-Westfalen
- Gewichtheberverband Nordrhein-Westfalen
- Golfverband Nordrhein-Westfalen
- Westdeutscher Handball-Verband
- Westdeutscher Hockey-Verband
- Kanu-Verband Nordrhein-Westfalen
- Karate-Dachverband Nordrhein-Westfalen
- Westdeutscher Kegel- und Bowlingverband
- Nordrhein-Westfälischer Kickbox Verband
- Leichtathletik-NRW (Vertreter des Leichtathletik-Verbandes Nordrhein und Fußball- und Leichtathletik-Verbandes Westfalen)[18]
- Verband für Modernen Fünfkampf Nordrhein-Westfalen
- Motorsport-Verband Nordrhein-Westfalen
- Deutscher Motoryachtverband – Landesverband Nordrhein-Westfalen
- Landesverband der Pferdesportvereine in Nordrhein-Westfalen
- Radsportverband Nordrhein-Westfalen
- Rasenkraft- und Tauziehverband NRW e. V.
- Ringerverband Nordrhein-Westfalen
- Rollsport- und Inline-Verband Nordrhein-Westfalen
- Nordrhein-Westfälischer Ruder-Verband
- Rugby-Verband Nordrhein-Westfalen
- Schachbund Nordrhein-Westfalen
- Schwimmverband Nordrhein-Westfalen
- Segler-Verband Nordrhein-Westfalen
- Westdeutscher Skibob-Verband
- Westdeutscher Skiverband
- Sportakrobatik Verband Nordrhein-Westfalen
- Fachschaft Sportschießen Nordrhein-Westfalen
- Squash Landesverband Nordrhein-Westfalen
- Nordrhein-Westfälische Taekwondo Union[19]
- Tanzsportverband Nordrhein-Westfalen
- Tauchsportverband Nordrhein-Westfalen
- Interessengemeinschaft der Tennisverbände NRW
- Westdeutscher Tischtennis-Verband
- Nordrhein-Westfälischer Triathlon-Verband
- Rheinischer Turnerbund
- Westfälischer Turnerbund
- Westdeutscher Volleyball-Verband
- Wasserski-Verband Nordrhein-Westfalen
- Westdeutscher Cricketverband e. V.

### Stadt- und Kreissportbünde
- RegioSportBund Aachen[20]
- Stadtsportbund Aachen
- Stadtsportbund Bielefeld
- Stadtsportbund Bochum
- Stadtsportbund Bonn
- Kreissportbund Borken
- Bottroper Sportbund
- Kreissportbund Coesfeld
- Stadtsportbund Dortmund
- Stadtsportbund Duisburg
- Kreissportbund Düren
- Stadtsportbund Düsseldorf
- Kreissportbund Ennepe-Ruhr
- Essener Sportbund
- Kreissportbund Euskirchen
- Gelsensport (SSB Gelsenkirchen)
- Kreissportbund Gütersloh
- Stadtsportbund Hagen
- Stadtsportbund Hamm
- Kreissportbund Heinsberg
- Kreissportbund Herford
- Stadtsportbund Herne
- Kreissportbund Hochsauerlandkreis
- Kreissportbund Höxter
- Kreissportbund Kleve
- Stadtsportbund Köln
- Stadtsportbund Krefeld
- Sportbund Leverkusen
- Kreissportbund Lippe
- Kreissportbund Märkischer Kreis
- Kreissportbund Mettmann
- Kreissportbund Minden-Lübbecke
- Stadtsportbund Mönchengladbach
- Mülheimer Sportbund a. d. Ruhr
- Stadtsportbund Münster
- Sportbund Rhein-Kreis Neuss
- Kreissportbund Oberberg
- Stadtsportbund Oberhausen
- Kreissportbund Olpe
- Kreissportbund Paderborn
- Kreissportbund Recklinghausen
- Sportbund Remscheid
- Kreissportbund Rhein-Erft
- Kreissportbund Rhein-Sieg
- Kreissportbund Rheinisch-Bergischer Kreis
- Kreissportbund Siegen-Wittgenstein
- Kreissportbund Soest
- Solinger Sportbund
- Kreissportbund Steinfurt
- Kreissportbund Unna
- Kreissportbund Viersen
- Kreissportbund Warendorf
- Kreissportbund Wesel
- Stadtsportbund Wuppertal

### Mitgliedsorganisationen mit besonderer Aufgabenstellung
- Westdeutscher Betriebssportverband
- CVJM-Westbund
- Deutsche-Lebens-Rettungs-Gesellschaft, Landesverband Nordrhein
- Deutsche-Lebens-Rettungs-Gesellschaft, Landesverband Westfalen
- DJK Landesverband Nordrhein-Westfalen
- Familien-Sport-Gemeinschaft Nordrhein-Westfalen
- Fischereiverband Nordrhein-Westfalen
- Kneipp-Bund Landesverband Nordrhein-Westfalen
- Rad- und Kraftfahrerbund Solidarität – Nordrhein-Westfalen
- Special Olympics Deutschland in Nordrhein-Westfalen
- Sportärztebund Nordrhein
- Sportärztebund Westfalen
- Sportbildungswerk NRW
- Deutscher Sportlehrerverband, Landesverband Nordrhein-Westfalen
- Sporthilfe NRW
- TUS Makkabi Nordrhein-Westfalen e. V.

## Belege
1. 1 2  Zahlen, Daten und Fakten zum Sport in NRW. In: Der NRW-Sport in Zahlen, 2025. Auf LSB.nrw, abgerufen im April 2025.
2. ↑  Amtsgericht Duisburg VR 1284
3. ↑  LSB-Pressestelle: Stefan Klett an der Spitze des neuen LSB-Präsidiums. In: Medien – News, 25. Januar 2020. Auf LSB.nrw, abgerufen am 15. September 2020.
4. ↑  Präsidium des Landessportbundes NRW. In: lsb.nrw. Abgerufen am 17. März 2024.
5. ↑  Gerhard Hauk: Im Sport ist mehr drin. Die Geschichte der Sportjugend Nordrhein-Westfalen 1945–1990. Essen 1992, S. 30 f
6. ↑  50 Jahre Landessportbund Nordrhein-Westfalen – eine Kurzchronik. In: Wir im Sport, 5, Mai 1997
7. ↑   Wir im Sport 1, Februar 2014
8. ↑  Landessportbund NRW: Sport in Nordrhein-Westfalen. Duisburg 1997, S. 355 ff
9. ↑  Westfalenpost, 23. Juni 2009
10. ↑  § 22 Satzung des Landessportbundes Nordrhein-Westfalen e. V. (PDF) In: lsb.nrw. Abgerufen am 24. November 2023.
11. ↑  Präsidialausschüsse. In: lsb.nrw. Abgerufen am 24. November 2023.
12. ↑  Unabhängige Beauftragte. In: lsb.nrw. Abgerufen am 24. November 2023.
13. ↑  Umsetzung der 14 Handlungsfelder. In: lsb.nrw. Abgerufen am 4. Februar 2024.
14. ↑  Sport-und Tagungszentrum Hachen Startseite. In: hachen.nrw. Abgerufen am 24. November 2023.
15. ↑  Vereinssuche des Landessportbundes NRW. In: vereinssuche-nrw.de. Abgerufen am 29. September 2020.
16. ↑  Schwungvolle Verstärkung für das NRW-Verbundsystem (Memento vom 3. Dezember 2016 im Internet Archive), abgerufen am 29. November 2016
17. ↑  Verbandstag 2016 in Duisburg (Memento vom 27. September 2017 im Internet Archive), abgerufen am 29. November 2016
18. ↑  Leichtathletik-Verband Nordrhein e. V. | „Leichtathletik-NRW“ ist Mitglied im LSB. In: lvnordrhein.de. Abgerufen am 10. Oktober 2020.
19. ↑  Garantierte 210 Millionen Euro für den NRW-Sport (Seite nicht mehr abrufbar, festgestellt im März 2022. Suche in Webarchiven)  Info: Der Link wurde automatisch als defekt markiert. Bitte prüfe den Link gemäß Anleitung und entferne dann diesen Hinweis., abgerufen am 6. Februar 2018
20. ↑  Vereinssuche des Landessportbundes NRW. In: vereinssuche-nrw.de. Abgerufen am 29. September 2020.